# Marie Gülich
Marie Isabelle Gülich (ur. 28 maja 1994 w Altenkirchen) – niemiecka koszykarka, występująca na pozycji środkowej, reprezentantka kraju.
21 czerwca 2019 dołączyła do Arki Gdynia.
11 lutego 2020 trafiła w wyniku wymiany do Los Angeles Sparks. 18 marca 2021 opuściła klub.

## Osiągnięcia
Stan na 24 marca 2021, na podstawie, o ile nie zaznaczono inaczej.

### NCAA
- Uczestniczka rozgrywek:
  - NCAA Final Four (2016)
  - Elite 8 turnieju NCAA (2016, 2018)
  - Sweet 16 turnieju NCAA (2016–2018)
  - II rundy turnieju NCAA (2015–2018)
- Mistrzyni:
  - turnieju konferencji Pac-12 (2016)
  - sezonu regularnego Pac-12 (2015–2017)
- Defensywna zawodniczka roku Pac-12 (2018)
- Zaliczona do:
  - I składu:
    - Pac-12 (2016–2018)
    - defensywnego Pac-12 (2018)
    - turnieju:
      - NCAA All-Lexington Regional (2018)
      - Maui Jim Maui Classic (2018)

    - WBCA All-Region (2018)

  - III składu All-American (2018 przez ESPNW)
  - składu honorable mention:
    - All-America (2018 przez Associated Press)
    - najlepszych pierwszorocznych zawodniczek Pac-12 (2015)

### Drużynowe
- Mistrzyni Polski (2020)
- Zdobywczyni pucharu Polski (2020)[6]

### Reprezentacja
- Mistrzyni Europy U–20 dywizji B (2014)
- Uczestniczka:
  - kwalifikacji do mistrzostw Europy (2018/2019)
  - mistrzostw Europy dywizji B:
    - U–18 (2011, 2012)
    - U–16 (2010)